# Rubinette

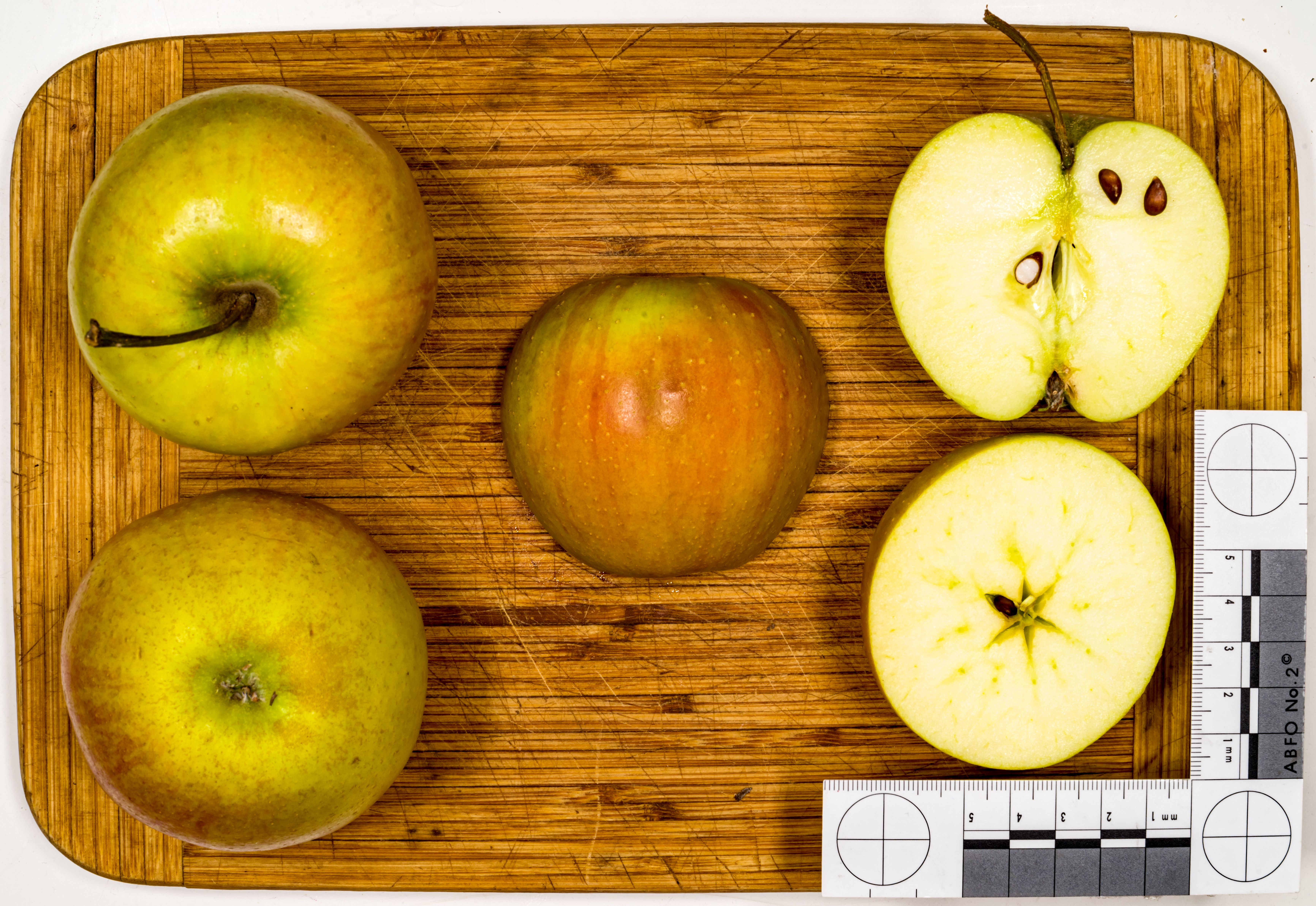
Ansicht der Frucht

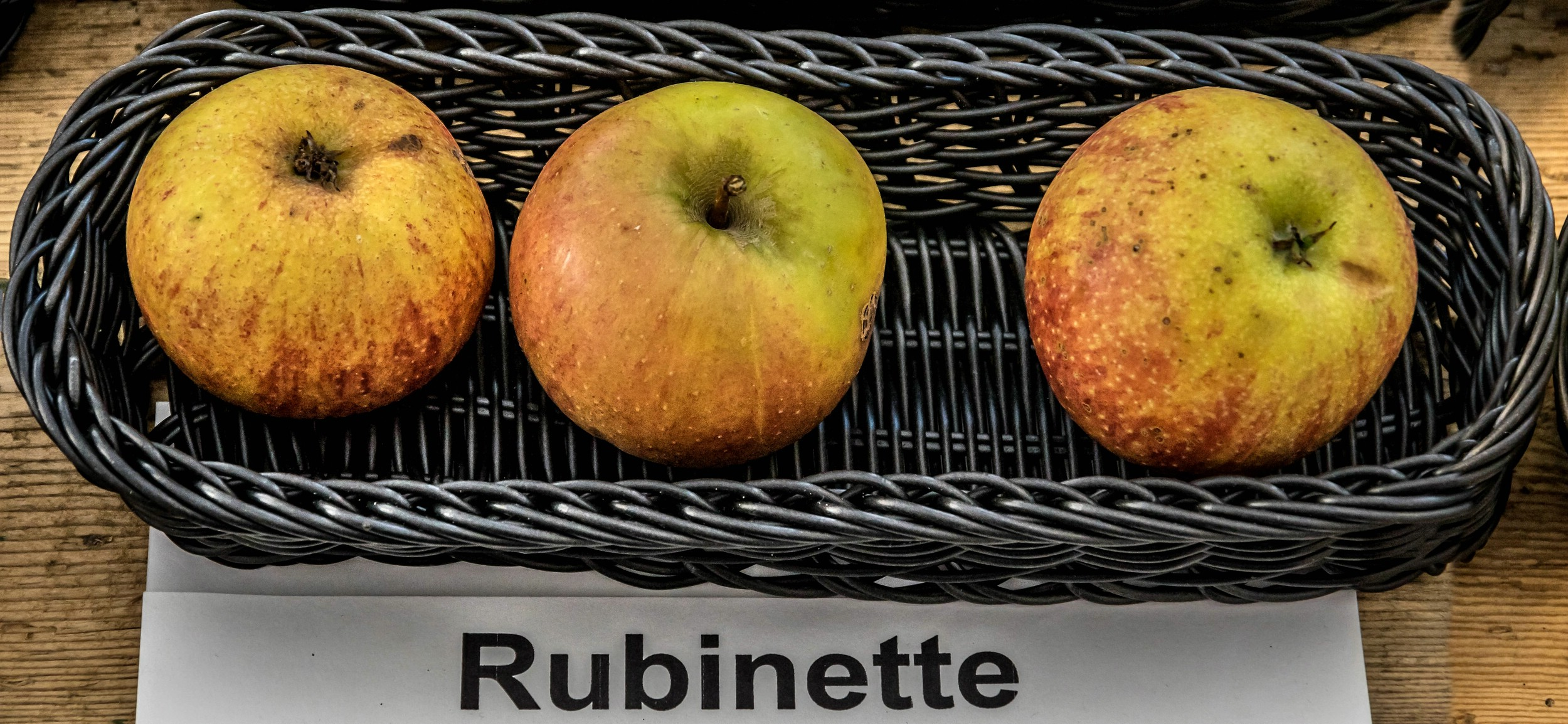
Früchte

Rubinette ist eine heute vor allem von Direktvermarktern angebaute, saftig-knackig und feinsäuerlich schmeckende, aber vergleichsweise kleinfrüchtige Apfelsorte. Rubinette ist eine Freie Abblüte (also eigentlich ein Zufallssämling) der Muttersorte Golden Delicious und der Vatersorte Cox Orange. Im Aroma ist sie Cox Orange sehr ähnlich und damit ebenso als Tafelapfel verwendbar.
Die Sorte entstand 1966 und ist seit 1982 im Handel. Rubinette steht unter Sortenschutz.
Die Äpfel der Sorte Rubinette weisen eine grünlich-gelbe, auf der Sonnenseite orangerot gestreifte Färbung auf. Auffällig ist, dass der Stiel in einer sehr kurzen Vertiefung der Frucht sitzt. Geerntet werden die Äpfel ab Ende September, sie sind ohne Lagerung genussreif. In warmen Sommern findet die Ernte oft zu spät statt, da die Äpfel bei Reife noch nicht ausgefärbt sind.
Der Baum wird mittelgroß und bevorzugt gute Böden, auch noch in mittleren Höhenlagen. Es besteht eine hohe Anfälligkeit für Schorf und eine Anfälligkeit für Obstbaumkrebs und Monilinia sowie eine geringe Anfälligkeit für Mehltau.
Die Sorte wächst in allen Anbauformen geeignet, inklusive Spalierobst und Kübelpflanze. Sie ist im Vergleich zu anderen Garten- und Hausäpfeln jedoch pflegeintensiv und krankheitsanfällig.
Verbreitete Mutanten sind die besonders kräftig ausgefärbte Rubinette Rossa und die etwas früher reif werdende Early Rubinette.
Diese Sorte ist für Allergiker geeignet.